# هرمان بول

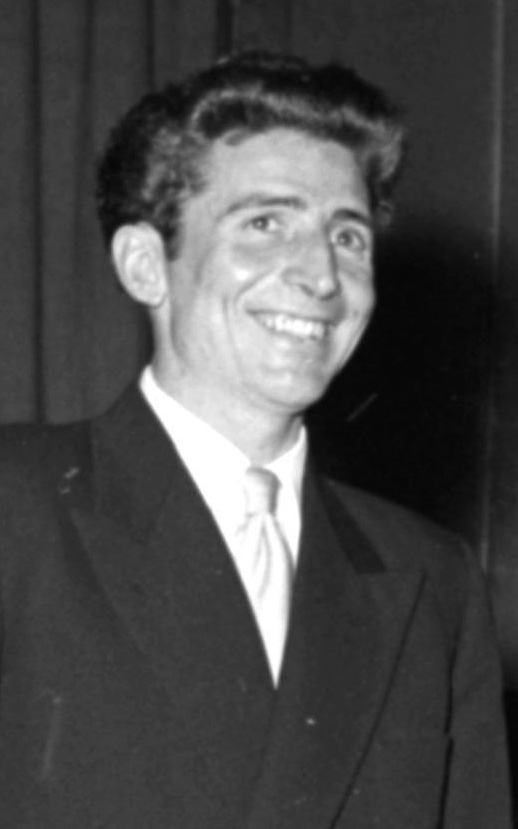
هرمان بول - ۱۹۵۳

هرمان بول (انگلیسی: Hermann Buhl; ۲۱ سپتامبر ۱۹۲۴ – ۲۷ ژوئن ۱۹۵۷) کوهنورد اهل اتریش بود که به عنوان یکی از بهترین کوهنوردان تمام دوران‌ها به‌شمار می‌رود. او مبتکر و آغازگر صعود به روش سبکبار در کوه‌های هیمالیا بود. مهم‌ترین دستاوردها و موفقیت‌های او عبارتند از:
- نخستین صعود به نانگا پاربات با ارتفاع ۸۱۲۶ متر در سال ۱۹۵۳ به تنهایی و بدون استفاده از کپسول اکسیژن
- نخستین صعود به برود پیک با ارتفاع ۸۰۵۱ متر در سال ۱۹۵۷

پیش از صعود موفقیت‌آمیز او به نانگا پاربات ۳۱ کوهنورد در تلاش برای صعود به این قله جان خود را از دست داده بودند.
هرمان بول نخستین کوهنوردی است که توانسته به تنهایی به یکی از هشت هزار متری‌ها صعود کند
بول فقط چند هفته پس از نخستین صعودش به قله برود پیک، به همراه کورت دیمبرگر تلاش برای فتح قله صعود نشده چوگولیزا (۷۶۶۵ متر) را به روش سبکبار آغاز کرد. وی در توفان برف پیش‌بینی نشده راه خود را گم کرد و بر روی یک نقاب برفی عظیم در پشته جنوب شرقی کوه رفت. در نزدیکی قله چوگولیزا ۲ (۷۶۵۴ متر) ریزش بهمن او را از جبهه شمالی چوگولیزا ۹۰۰ متر به پایین پرتاب کرد. امکان یافتن جسد او نبوده و در میان یخ‌ها باقی ماند.